# بحيرة باوفينغ
بحيرة باوفينغ (بالإنجليزية: Baofeng Lake)‏ وبالصينية: هي بحيرة ماء عذبة في المنطقة السياحية الخلابة ولينغيوان بالقرب من المنطقة السياحية زانغجياجي في ولاية هونان في الصين. يبلغ عمق البحيرة نحو 72 متر في المتوسط وتحيطها غابات جبلية صخرية جميلة.

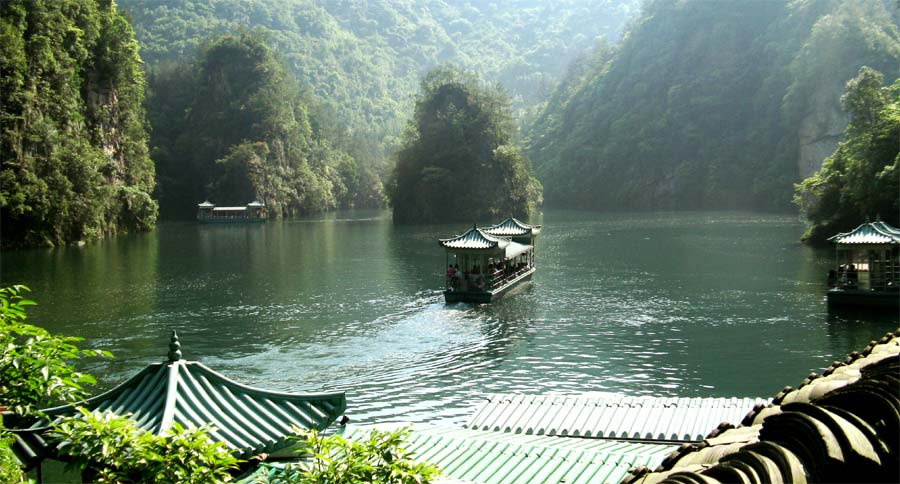
مراكب صينية تقليدية في بحيرة باوفينغ.

تعتبر تلك المنطقة من المناطق السياحية الهامة في الصين. ويمكن الانتقال فيها بمراكب ومعديات نهرية من الطراز الصيني التقليدي.

## صور إضافية

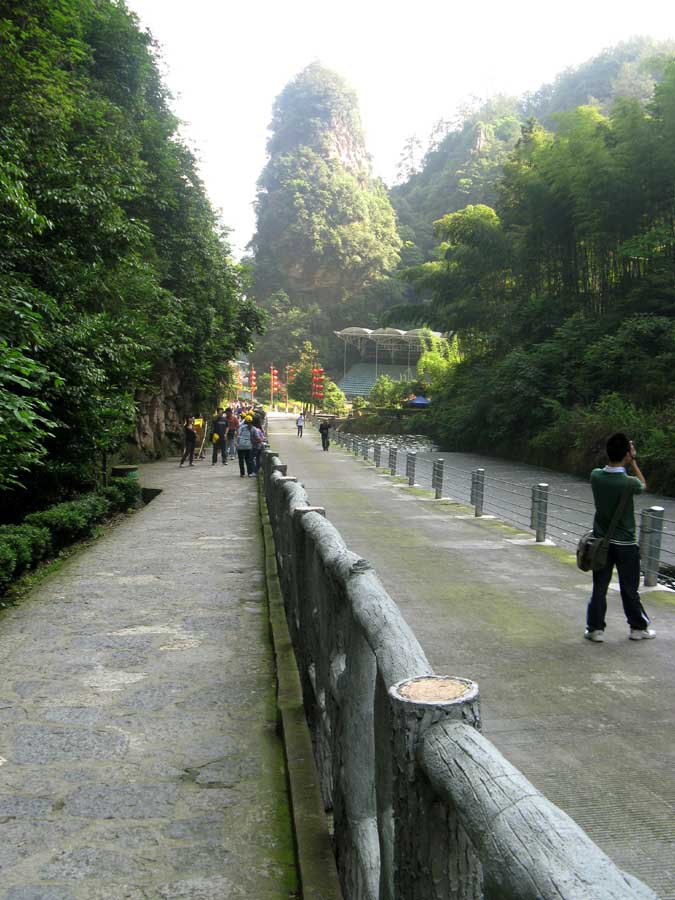
الطريق إلى بحيرة باوفينغ
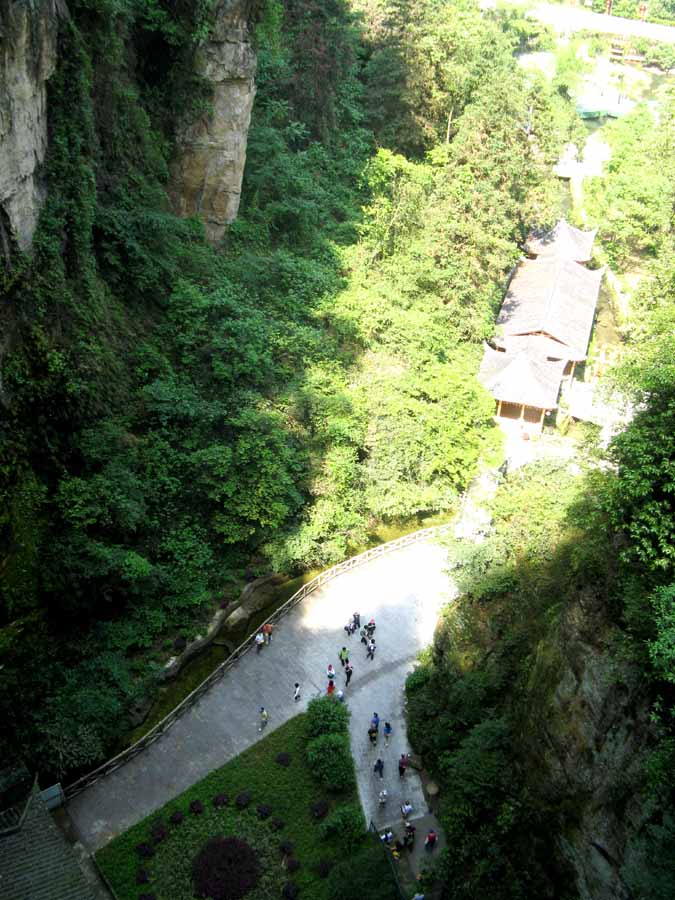
منظر من الجبال
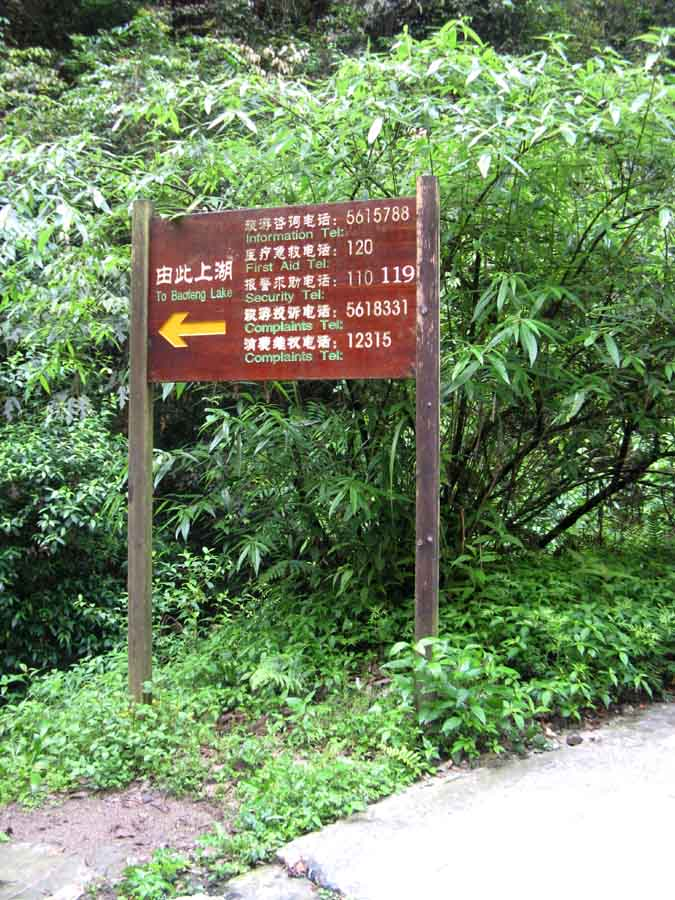
طريق إلى بحيرة باوفينغ
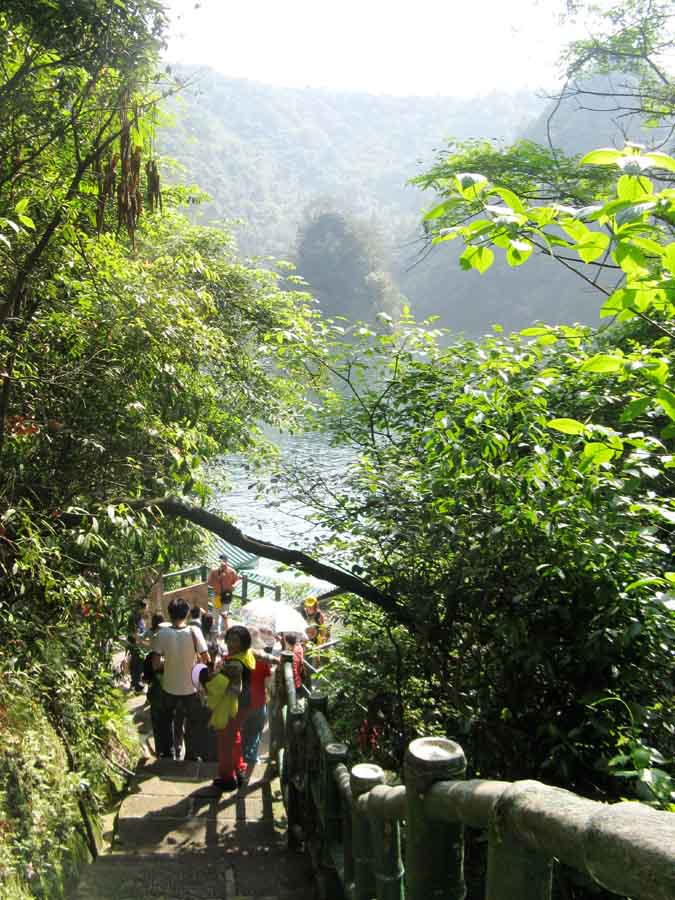
سلم إلى بحيرة باوفينغ
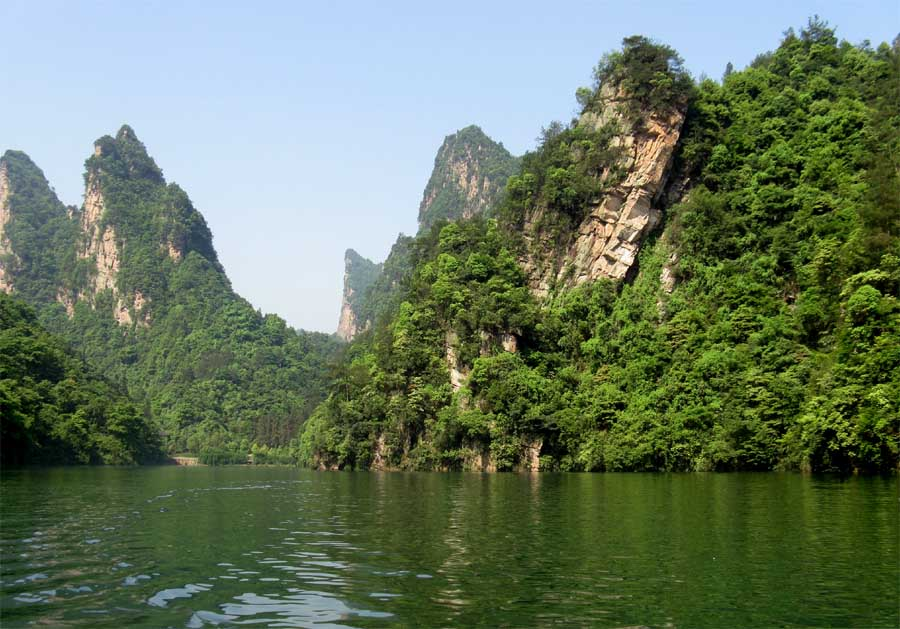
بحيرة باوفينغ
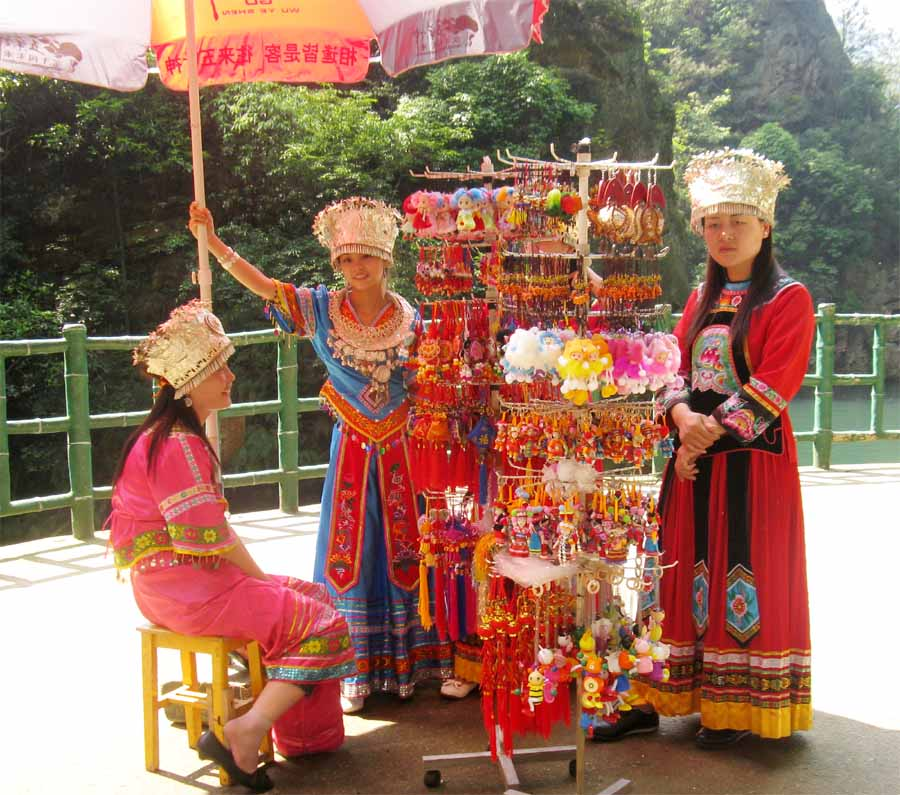
فتيات صينيات من قبيلة توجا في ملبسهن القومي.

## اقرأ أيضًا
- بكين
- ولينغيوان
- زانغجياجي
- محافظة يونغشون
- توجيا (شعب)